# Sporadi (unità periferica)
L'unità periferica delle Sporadi (in greco Περιφερειακή ενότητα Σποράδων?) è una suddivisione amministrativa della periferia della Tessaglia con 13 556 abitanti al censimento 2001.
È stata istituita nel gennaio 2011 a seguito della riforma amministrativa detta Programma Callicrate e comprende la maggior parte delle isole dell'arcipelago omonimo.

## Geografia antropica

### Suddivisioni amministrative
L'unità periferica è suddivisa in 3 comuni. Il territorio comprende parte della vecchia prefettura di Magnesia
- Alonisos
- Skiathos
- Skopelos